# Hala sportowa przy ul. Jasnej w Gliwicach
Hala sportowa przy ul. Jasnej – hala sportowa w Gliwicach, w Polsce. Została otwarta w 1981 roku i rozbudowana w latach 2011–2013. Może pomieścić 250 widzów. Swoje spotkania rozgrywają na niej futsaliści klubu GSF Gliwice.
Hala została otwarta w 1981 roku. Wraz z halą sportową wybudowano także przyległy do niej kryty basen. Obiekt wybudowała Kopalnia Gliwice. Odbywały się na niej m.in. Mistrzostwa Śląska w karate, walczyli w niej pięściarze klubu Carbo Gliwice. Przez lata hala była w zarządzie Gliwickiej Agencji Turystycznej. Po przejęciu przez firmę Kar-Tel, w 2012 roku rozpoczęła się jej gruntowna modernizacja. Hala sportowa została rozbudowana, a przylegający do niej basen przebudowany, w wyniku czego powstały m.in. hala do tenisa, sale do squasha, tańca, sztuk walki i fitness oraz siłownia, ściana wspinaczkowa, czy mały basen do aquaaerobiku. Halę sportową po przebudowie otwarto 8 listopada 2013 roku, pozostałą część kompleksu oodawano do użytku stopniowo, całość gotowa była 14 stycznia 2015 roku. W hali sportowej swoje spotkania rozgrywają futsaliści klubu GSF Gliwice, którzy w 2019 roku awansowali do Ekstraklasy.